# Paul Vauthier
Pour les articles homonymes, voir Vauthier.
Paul Vauthier, né le 6 juillet 1885 à Troyes et mort le 11 novembre 1979 à Neuilly-sur-Seine, est un général de l’armée française.

## Biographie
Polytechnicien, il est officier d'artillerie au 60e régiment d'artillerie de campagne au début de la Première Guerre mondiale. Deux fois cité à l'ordre de l'armée, il devient quelques mois plus tard instructeur à l’école d’artillerie de Fontainebleau.
Il devient adjoint au général chargé du service de la DCA en 1919. Sorti premier de l’école supérieure de guerre, parlant sept langues, il est favorable à une nouvelle doctrine militaire durant l’entre-deux-guerres, insistant sur l’importance de l’aviation et de la défense anti-aérienne. Il annonce dans les années 1930 les commandos, les drones, l’emploi des hélicoptères, le ravitaillement en vol des avions.
Il comprend dès la fin des années 1920, non seulement l’importance que va revêtir l’aviation dans une guerre future, mais aussi la nécessité absolue de revoir l’organisation de la défense du pays en désignant un ministre de la Défense Nationale assisté par un chef d’état-major des armées.
À partir de 1931, il est membre de l’état-major de Philippe Pétain à l’Inspection générale de la défense aérienne du territoire. Il est le chef d’état major de Pétain de 1936 à 1939[réf. nécessaire]. Il aurait suppléé Pétain en dispensant un cours sur la défense nationale à l'École libre des sciences politiques.
En 1940, il commande deux divisions au feu puis est fait prisonnier et passe cinq ans en captivité en Allemagne.